# دارون ماكدونو
دارون ماكدونو (بالإنجليزية: Darron McDonough)‏ هو لاعب كرة قدم بريطاني في مركز الوسط، ولد في 7 نوفمبر 1962 في أنتويرب في بلجيكا. لعب مع أولدهام أثلتيك ونادي لوتون تاون ونيوكاسل يونايتد.